# Werner Uhlmann
Werner Uhlmann (Hamburgo, 30 de setembro de 1928 – 11 de fevereiro de 2011) foi um matemático alemão. De 1969 a 1971 foi reitor da Universidade de Würzburgo.

## Vida
Uhlmann estudou matemática na Universidade de Hamburgo, onde obteve um doutorado em 1955, orientado por Lothar Collatz, com a tese Fehlerabschätzungen bei Anfangswertaufgaben gewöhnlicher Differentialgleichungen. Obteve a habilitação em 1961 na Universidade de Hamburgo, com um trabalho sobre processos estocásticos para matemática aplicada. Lecionou então na Technische Universität Braunschweig e na Technische Universität Karlsruhe, recebendo em 1965 um chamado para a Universidade de Würzburgo.

## Obras
- Fehlerabschätzungen bei Anfangswertaufgaben gewöhnlicher Differentialgleichungen. Dissertation Universität Hamburg, 1955
- Über harmonische und isotrope stochastische Prozesse mit Fehlerschätzung für ein Differenzenverfahren. Habilitationsschrift Universität Hamburg, in Zeitschrift für angewandte Mathematik und Mechanik, Volume 41 1961, Tomo 10/11, p. 428-447
- Statistische Qualitätskontrolle: Eine Einführung. Teubner, Stuttgart 1966, 2. Edição 1982
- Statistische Schätzverfahren für Dauerfestigkeits-Versuche. Deutsche Luft- und Raumfahrt, Forschungsbericht 67-10, 1967
- Kostenoptimale Prüfpläne – Tabellen, Praxis und Theorie eines Verfahrens der statistischen Qualitätskontrolle. Physica-Verlag Würzburg-Wien, 1969, 2. Edição 1971.
- Blankwaffen aus Ost- und Südost-Asien. Schöningh, Würzburg 1999. ISBN 3-87717-806-5
- Blankwaffen aus Vorder-, Mittel- und Süd-Asien. Schöningh, Würzburg 2001. ISBN 3-87717-807-3
- Blankwaffen aus Afrika.  Schöningh, Würzburg 2003.  ISBN 3-87717-808-1